# Жувенель дез Юрсен
Жувене́ль дез Юрсе́н (фр. Jouvenel des Ursins; варианты Жувеналь, Урсен, Юрсан):
- Жувенель дез Юрсен — французский аристократический род, к которому принадлежали:
  - Жувенель дез Юрсен, Жан (фр. Jean Jouvenel des Ursins; ок. 1360—1431) — адвокат и государственный деятель.
  - Жувенель дез Юрсен, Жан (1388–1473) — священник, историк и дипломат.
  - Жувенель дез Юрсен, Гийом (фр. Guillaume Jouvenel des Ursins; 1401—1472) — канцлер Франции (1445—1461 и 1465—1472); его портрет выставлен в Лувре.
  - Жувенель дез Юрсен, Жак (фр. Jacques Jouvenel des Ursins; 1410—1457) — священник и дипломат.
  - Жувенель дез Юрсен, Бертран де (1903—1987) — философ и экономист.